# 피롤로부스 푸마리
피롤로부스 푸마리(학명: Pyrolobus fumarii)는 피롤로부스속에 속하는 한 종이다.
대부분의 모든 생물이 죽을 수 있는 온도에서도 살아갈 수 있다. 1997년, 블랙 스모커 열수구에서 발견되었다.